# Cephalotes alfaroi
Cephalotes alfaroi é uma espécie de inseto do gênero Cephalotes, pertencente à família Formicidae.